# Du sollst nicht begehren deines Nächsten Weib
Du sollst nicht begehren deines Nächsten Weib ist ein US-amerikanisches Stummfilmdrama mit Gloria Swanson und Rudolph Valentino in den Hauptrollen.

## Handlung
Ein Dorf in der Grafschaft Dorset, an der Südküste Englands. Theodora Fitzgerald kentert bei einem Ausflug mit ihrem Paddelboot. Der junge und attraktive Frauenheld Hector Earl of Bracondale beobachtet dies von seinem Ausflugsboot und fischt sie aus dem Nass. Zum Dank schenkt sie ihm eine Narzisse. Theodora ist die Tochter aus einer illegitimen Beziehung ihres Vaters. Ihre Familie hat Finanzsorgen, daher wollen ihre Stiefmutter und die beiden Stiefschwestern Theodora ganz gegen ihren Willen mit dem deutlich älteren, stämmigen und wenig ansehnlichen Millionär Josiah Brown verheiraten. Aus Liebe zu ihrem von Sorge um sie geplagten Vater, dem altgedienten Offizier Captain Fitzgerald, stimmt Theodora einem Heiratsantrag Browns zu.
Die Flitterwochen verbringt das ungleiche Paar in den Schweizer Alpen. Zufälligerweise erholt sich in derselben Herberge auch Lord Bracondale. Er erkennt Theodora zunächst nicht mehr, dann aber doch: und zwar am Duft ihres Parfums, dem einer Narzisse. Bei einer Bergtour muss der galante Adelige Theodora das zweite Mal retten; diesmal ist sie abgerutscht und droht vom Felsen in die Tiefe zu stürzen. Ihr Gatte Josiah ist von dem eilfertigen britischen Schönling mehr als genervt. Und so reist das Ehepaar weiter nach Paris. Dort beginnt Theodoras Gatte zu kränkeln und sich der schlechte Laune hinzugeben. Ihr Vater besucht sie an der Seine, und beide nutzen die gemeinsame Zeit, um auszugehen. Derweil hat sich Lord Hector an Theodoras Fersen geheftet, da er mehr als nur sportives Interesse an der verheirateten Dame zu entwickeln beginnt. In Paris wird er zu ihrem Galan, man flaniert auf den Boulevards und geht aus. Ohne Zweifel versucht er die Gattin des alten Josiah für sich zu gewinnen. Theodora weiß jedoch, was sich als anständige Ehefrau gehört und tut oberflächlich desinteressiert; in Wahrheit ist sie aber längst Feuer und Flamme.

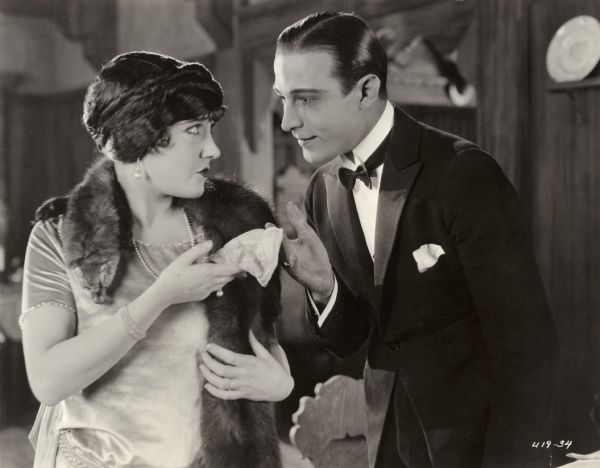
Gloria Swanson und Rudolph Valentino (Szenenfoto)

Da Hector aber nicht final zum Zuge kommt, weil Theodora die Anstandsnormen einer verheirateten Dame der Gesellschaft zu wahren gedenkt, reist der junge Brite enttäuscht nach London zurück. Dort klagt er seiner Schwester Lady Anna Anningford sein Leid. Anna kennt zwar den Eroberungsdrang ihres Womanizer-Bruders in- und auswendig, doch diesmal, so sieht auch sie, scheint es etwas ernstes zu sein. Hector sähe es, nicht ohne Hintergedanken, gern, wenn sich Anna und Theodora miteinander anfreunden würden. Daraufhin lädt Anna die Browns zu sich ein. Auf einer Party in der britischen Hauptstadt begegnen sich Theodora und Hector nach längerer Zeit wieder. Auch Ehemann Josiah anwesend. Er hat mit Sir Lionel Grey Geschäftliches zu besprechen. Dabei dreht es sich um eine anstehende Expedition nach Nordafrika. Hector rät Josiah von einer Teilnahme ab, da die Gefahr sehr groß sei, doch Josiah möchte die Expedition zumindest finanzieren.
Anschließend geht Josiah Brown auf Geschäftsreise. Theodora will ihren Gatten begleiten, glaubt sie doch, dass ihr Wille (dem nicht aufgebenden Hector zu widerstehen) zwar stark, ihr Fleisch dafür aber allzu schwach sei. Ihr Mann ist ahnungslos, was sich an Gefühlen zwischen den beiden jungen Leuten mittlerweile aufgebaut hat. Längst hat Theodora begonnen, zu Hector in Liebe zu brennen. Doch Josiah lehnt die Begleitung seiner Frau ab, und so beschließt Theodora, die ehemannlose Zeit bei ihrer neugewonnenen Freundin Anna Anningford zu verbringen. In dieser Zeit verfasst sie zwei Briefe. Einen an Hector, in dem sie ihm einerseits ihre Liebe gesteht, andererseits jedoch klarmacht, dass es eine Beziehung zwischen ihnen beiden aus bekannten Gründen niemals geben könne. Den anderen Brief schreibt sie an ihren Mann. Beide Briefe werden prompt von der neugierigen Anna gelesen.

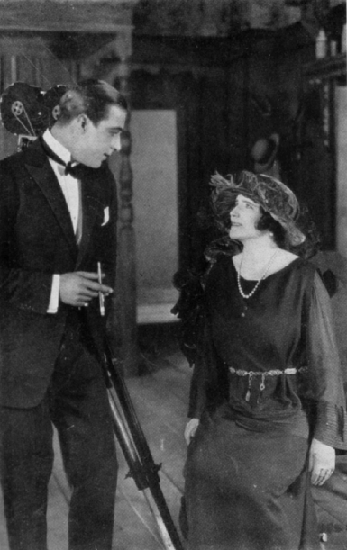
Rudolph Valentino und die Romanautorin Elinor Glyn

Dann aber passiert ein Malheur: Am Folgetag hält Hector ausgerechnet den Josiah zugedachten Brief in seinen Händen, während Josiah Theodoras die an Hector geschriebenen Herzblutzeilen verschlingt. Hector eilt zu Josiah, der nun von den wahren Gefühlen seiner Gattin zu dem sehr viel jüngeren Mann weiß. Der Alte ist wütend und verzweifelt zugleich und wirft Hector vor, ihm seine Gattin stehlen zu wollen. Der junge Adelige versichert Brown, dass seine Frau ihm niemals untreu geworden sei. Josiah schreibt Theodora eine Nachricht, in der ihr mitteilt, dass er nun doch an der Expedition Sir Lionel Greys in den Norden Afrikas teilnehmen werde. Theodora und Hector glauben zu Recht, dass Josiah mit voller Absicht die Gefahr sucht und seinen eigenen Tod in Kauf nimmt, da ihm klar geworden ist, dass er seine junge Frau auf die Dauer nicht wird halten können. Theodora und Hector reisen ihm sofort nach und erreichen das Wüstencamp des kleinen Expeditionstrupps. Das Lager wird just in jenem Moment von marodierenden Einheimischen überfallen. Sterbend gibt Josiah den beiden seinen Segen für eine gemeinsame Zukunft.

## Produktionsnotizen
Du sollst nicht begehren deines Nächsten Weib lief am 7. Mai 1922 in den Vereinigten Staaten an.
In Deutschland wurde der Film vermutlich im September 1924 herausgebracht. Der deutsche Filmtitel spielt auf das neunte Gebot der Zehn Gebote an.
Im Jahre 2005 wurde eine restaurierte Fassung des Films veröffentlicht.

## Kritik
A. O. Scott bezeichnete den Streifen im Januar 2006 nach seiner Wiederentdeckung als „wunderbar überreifes Melodram“ und schreibt im Übrigen: „Es wäre zu viel gesagt, wenn man behaupten würde, dass (der Film) ‚Beyond the Rocks‘, der durch das niederländische Filmmuseum restauriert und von Milestone herausgebracht wurde, ein unbekanntes Meisterwerk sei. Aber sein Wiederauftauchen sollte wenigstens einige wissenschaftliche Betrachtungen seines Regisseurs, Sam Wood, wert sein (...) Er setzte Swanson und Valentino, zwei der größten Stars jener Zeit, mit leichter Hand in Szene, das Vergnügen des Publikums immer fest im Blick.“